# بنیاد بهترسازی انسان
بنیاد بهترسازی انسان (به انگلیسی: Human Betterment Foundation)، یک سازمان اصلاح نژاد آمریکایی است که در ۱۹۲۸ در پاسادینا، کالیفرنیا تأسیس شد. هدف این بنیاد، «بهبود و کمک سازنده و اعمال نیروهای آموزشی برای حمایت و بهترسازی خانواده‌های انسان از نظر بدنهٔ خانواده، ذهن، شخصیت و شهروندی» است.
در درجهٔ نخست، هدف این بنیاد جمع‌آوری و سپس توزیع اطلاعات پیرامون سیاست‌های عقیم‌سازی در آمریکا برای اصلاح نژاد بود.